# Wartezahnung

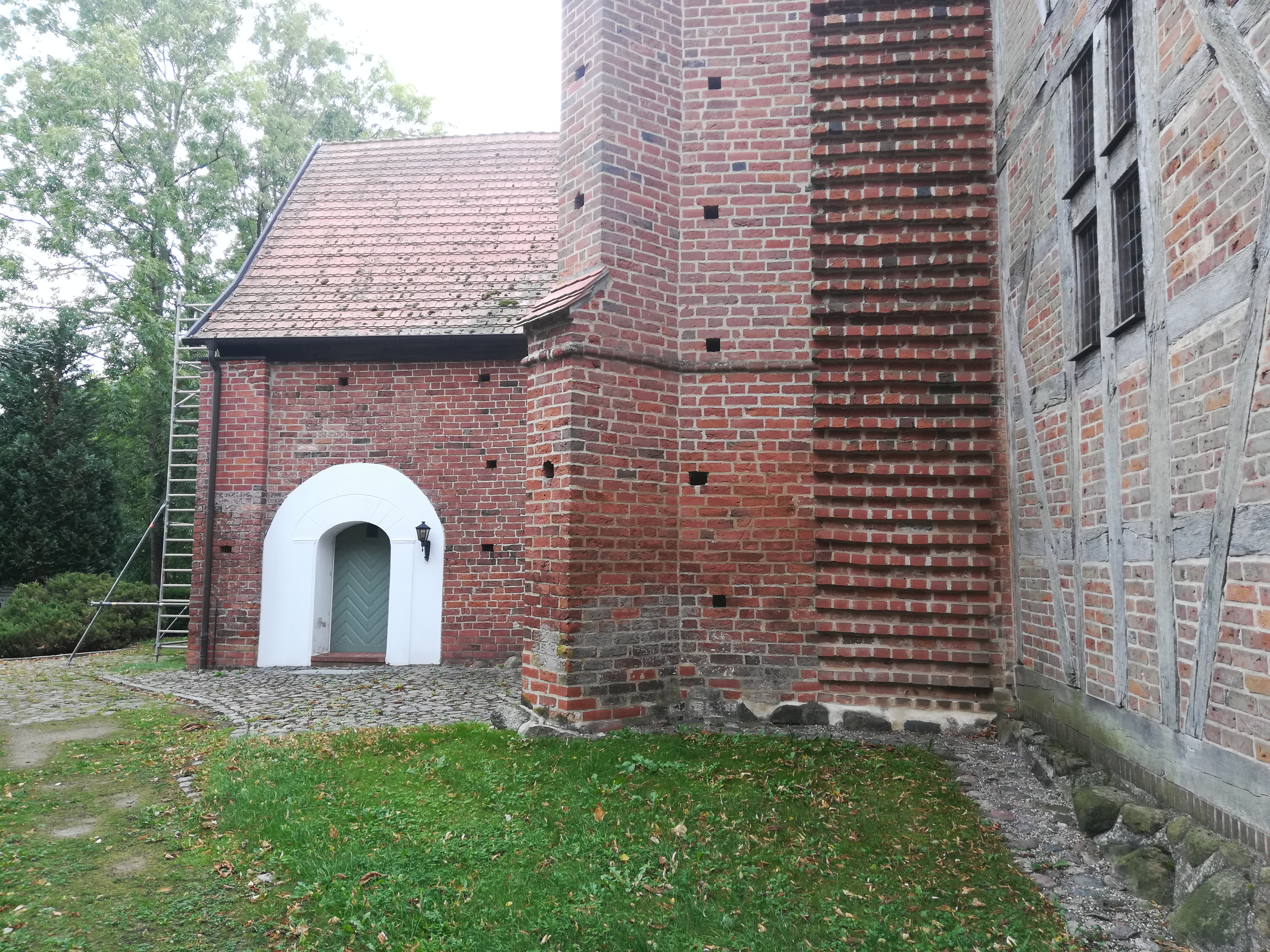
Wartezahnung für einen nie ausgeführten Backsteinturm an der Dorfkirche Bibow, 2018

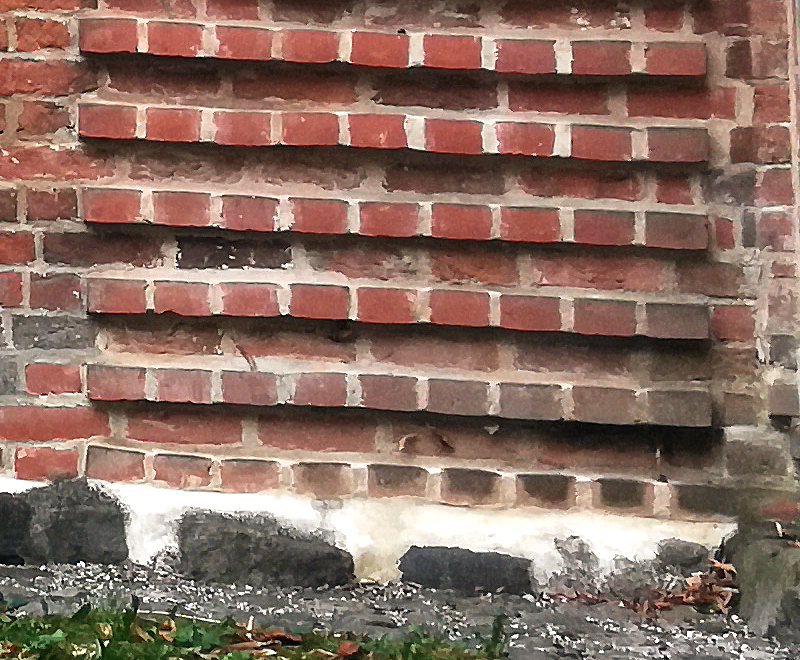
Detail der Wartezahnung

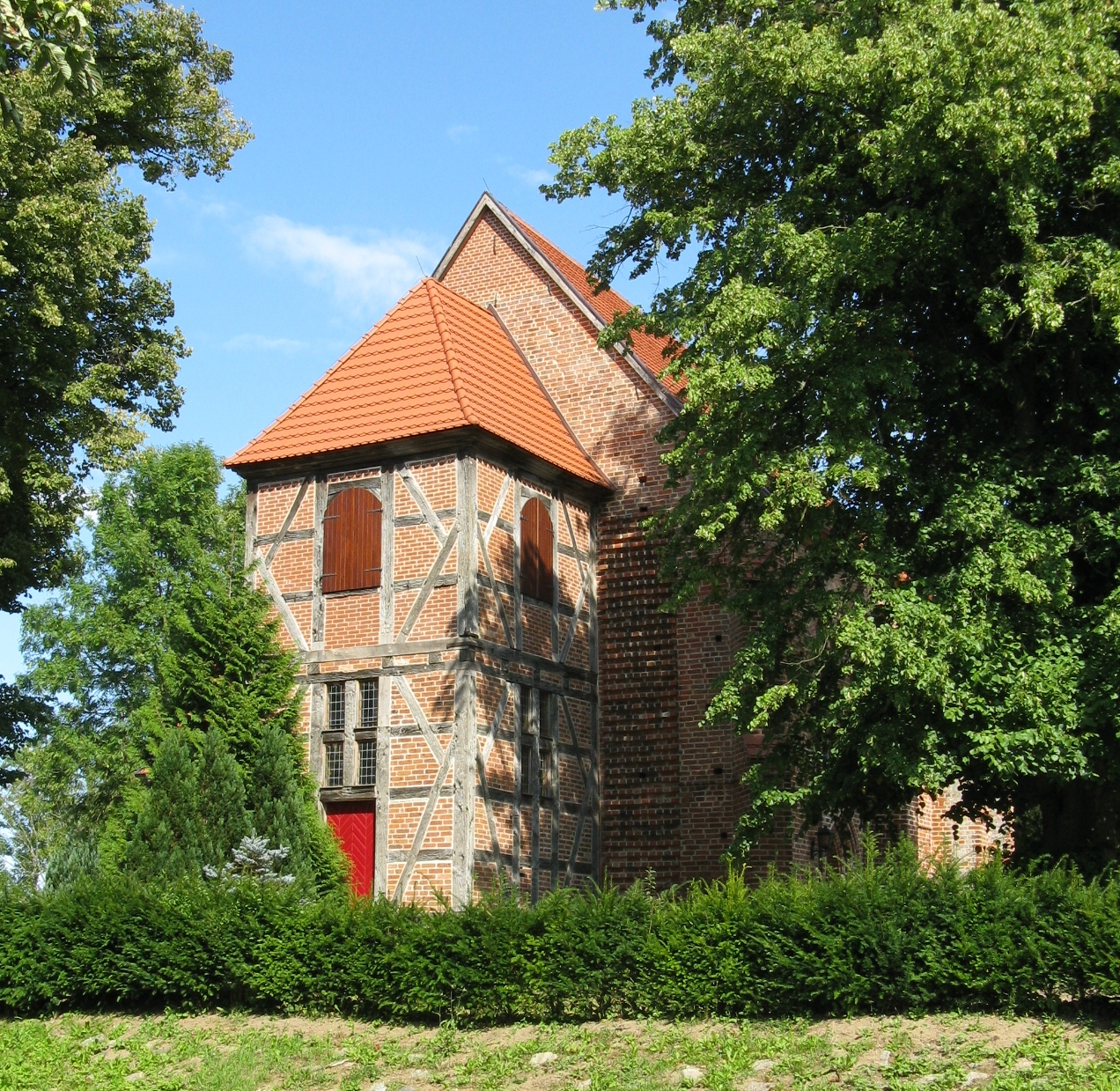
Dorfkirche Bibow mit sichtbarer Wartezahnung

Als Wartezahnung wird die im Mauerwerk angelegte Zahnung für geplante Anbauten bezeichnet. Im Mittelalter gehörte deren Ausführung zu den grundlegenden Prinzipien der Bautechnik, bei der geplante, aber zunächst nicht ausgeführte Bauteile systematisch am Ursprungsbau vorbereitet wurden.
Im Backstein- und im Feldstein-Mauerwerksbau wurden erwartete Anbauten durch stehende Zahnungen vorbereitet, bei der Ziegel aus der Wandoberfläche herausragen. Es handelt sich um zahnartig ineinander greifende Ausschnitte zur Ausführung einer schubsicheren Verbindung im Mauerwerksverband. Die in selteneren Fällen angelegte zurückgesetzte Zahnung, bei der von der Wandoberfläche zurückweichende Einkerbungen im Mauerwerk erkennbar sind, wird liegende Zahnung genannt.
An Bauten aller Epochen sind vorhandene oder als Baunähte erkennbare ehemalige Wartezahnungen ein besonders wichtiges Hilfsmittel zur Periodisierung und zeitlichen Einordnung.